# Savítskoie
Savítskoie (en rus: Савицкое) és un poble de l'óblast de Lípetsk, a Rússia, que el 2011 tenia 101 habitants. Pertany al districte rural d'Úsman.